# Richtenberg
Richtenberg ist eine Stadt im Landkreis Vorpommern-Rügen in Mecklenburg-Vorpommern (Deutschland). Die Landstadt wird vom Amt Franzburg-Richtenberg mit Sitz in der Stadt Franzburg verwaltet. Richtenberg und Franzburg bilden für ihre Umgebung ein Grundzentrum.

## Geografie

### Geografische Lage
Richtenberg, die kleinste Stadt Mecklenburg-Vorpommerns, liegt mittig zwischen Barth, Stralsund, Grimmen und Tribsees in unmittelbarer Nachbarschaft zur Landstadt Franzburg. Das flachwellige, waldreiche Gebiet der vorpommerschen Ebene weist nur wenige Höhenunterschiede auf (bis 38 m ü. NHN). Richtenberg liegt zwischen dem Feuchtgebiet des Richtenberger Sees und den beiden Waldgebieten Schuenhagener und dem Abtshagener Forst. Die Stadt ist etwa 22 km vom Strelasund entfernt.

### Stadtgliederung
Die Stadt Richtenberg besteht aus den Orten Richtenberg und Zandershagen.

### Nachbargemeinden
Die Nachbargemeinden von Richtenberg (im Uhrzeigersinn) sind: Stadt Franzburg, Wittenhagen, Gremersdorf-Buchholz und Millienhagen-Oebelitz.

## Geschichte

### Ältere Geschichte

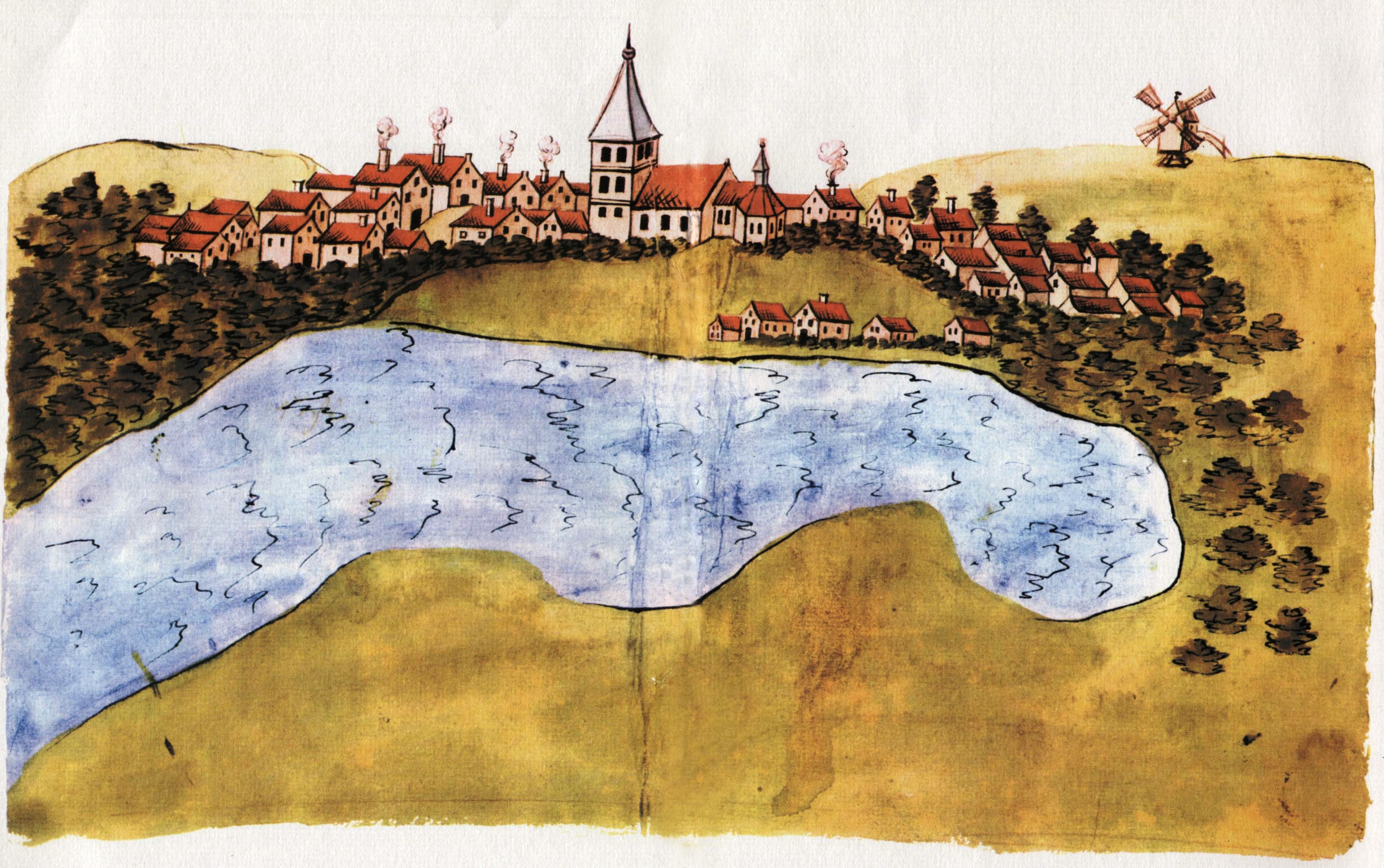
Richtenberg in der Stralsunder Bilderhandschrift, 1615

Richtenberg in schwedischen Militärkarten, 1760

Richtenberg wurde erstmals in der Gründungsurkunde des Klosters Neuenkamp (heute Franzburg) vom 8. November 1231 erwähnt. Es ist der älteste urkundlich bekannte Ort der Region. In der Stiftungsurkunde des rügischen Fürsten Wizlaw I. wurde dem Kloster neben dem Patronat über die Richtenberger Kirche auch eine örtliche Salzquelle zugesprochen.
1231 hieß der Ort noch Richeberg, dann Rikenberg (1242), Rychenbergk (1352) und um 1508 Richtenberghe. Das niederdeutsche riko für reich könnte dem Namen zugrunde gelegen haben, aber auch das altpolabische Rikenbrega für Seeufer. 1297 wurde Richtenberg erstmals als oppidum, also als städtische Siedlung genannt. Die Einwohner der kleinen, sehr langgestreckten Siedlung bauten in der Mitte des 13. Jahrhunderts aus Feld- und Backsteinen eine frühgotische Pfarrkirche an der höchsten Stelle des Ortes. Richtenberg war bis zur Säkularisation von 1535 dem Kloster Neuenkamp zugeordnet und blieb anschließend lange Zeit herzoglich pommersche Amtsstadt.

### Neuere Geschichte
Im Dreißigjährigen Krieg wurde die Stadt von kaiserlichen und danach schwedischen Truppen besetzt und geplündert. 1648 fiel die Stadt im Westfälischen Frieden an Schweden. Während des Großen Nordischen Krieges wurde Richtenberg 1711, vor allem die Kirche, von den russischen „Moskowitern“ geplündert und teilweise zerstört. Ab 1721 gehörte Richtenberg zum Distrikt Franzburg-Barth in Schwedisch-Pommern. 1763 ließ sich die Brennerei Andreas Daniel Saß im Ort nieder, die hier bis 1948 produzierte.
Ab 1815 wurde die pommersche Stadt preußisch. 1818 gehörte sie zum neu gebildeten Landkreis Franzburg. 1820 hatte sie 1195 Einwohner. Um 1826 entstand die Wallstraße, die heutige Wasserstraße. Bald darauf starben durch eine Choleraepidemie 94 Menschen. 1895 wurde das Rathaus gebaut. Ab 1928 gehörte Richtenberg zum neu geordneten Landkreis Franzburg-Barth. Ab 1900 hatte Richtenberg einen Bahnhof an der 1945 demontierten Bahnstrecke Stralsund–Tribsees. Um 1950 entstand das Mahnmal für 16 gefallene Soldaten der Sowjetunion.
Nach der Wende wurde der historische Ortskern im Rahmen der Städtebauförderung ab 1991 grundlegend saniert. Der 1936 trockengelegte Richtenberger See (zwischen Richtenberg und Franzburg), der damals zu verlanden drohte, wurde im Rahmen von ökologischen Ausgleichsmaßnahmen für den Bau der A 20 auf einer Fläche von 128 Hektar wieder zu einem Gewässer. Die Flutung ist seit 2012 weitgehend abgeschlossen.
Von 1952 bis 1994 gehörte Richtenberg zum Kreis Stralsund-Land (bis 1990 im DDR-Bezirk Rostock, 1990–1994 im Land Mecklenburg-Vorpommern). 1994 wurde die Stadt in den Landkreis Nordvorpommern eingegliedert. Seit der Kreisgebietsreform 2011 liegt sie im Landkreis Vorpommern-Rügen.

## Bevölkerung
| Jahr | Einwohner |
| ---- | --------- |
| 1990 | 1884      |
| 1995 | 1716      |
| 2000 | 1594      |
| 2005 | 1427      |
| 2010 | 1350      |
| 2015 | 1362      |

| Jahr | Einwohner |
| ---- | --------- |
| 2020 | 1331      |
| 2021 | 1319      |
| 2022 | 1351      |
| 2023 | 1365      |

 Stand: 31. Dezember des jeweiligen Jahres

## Politik

### Stadtvertretung
Die Stadtvertretung von Richtenberg besteht aus 10 Mitgliedern. Die Kommunalwahl am 9. Juni 2024 führte bei einer Wahlbeteiligung von 60,9 % zu folgendem Ergebnis:
| Partei / Wählergruppe             | Stimmenanteil 2019 | Sitze 2019 |  | Stimmenanteil 2024 | Sitze 2024 |
| --------------------------------- | ------------------ | ---------- |  | ------------------ | ---------- |
| Richtenberger Bürgerbündnis (RBB) | 79,6 %             | 8          |  | 71,1 %             | 7          |
| SPD                               | 13,4 %             | 1          |  | 13,4 %             | 2          |
| CDU                               | 07,0 %             | 1          |  | 13,4 %             | 1          |
| Einzelbewerberin Cornelia Dobbert | –                  | –          |  | 02,1 %             | –          |
| Insgesamt                         | 100 %              | 10         |  | 100 %              | 10         |

### Bürgermeister
- 2000–2021: Karldiether Wegner (Richtenberger Bürgerbündnis)
- seit 2021: Frank Grape (Richtenberger Bürgerbündnis)

Der langjährige Bürgermeister Karldiether Wegner wurde in der Bürgermeisterwahl am 26. Mai 2019 mit 75,5 % der gültigen Stimmen wiedergewählt. Er trat zum 31. Dezember 2020 von seinem Amt zurück.
Bei der Bürgermeisterwahl am 17. Januar 2021 wurde Frank Grape mit 83,5 % der gültigen Stimmen zu seinem Nachfolger gewählt. Am 9. Juni 2024 wurde er mit 72,4 % der gültigen Stimmen in seinem Amt bestätigt. Seine Amtsdauer beträgt fünf Jahre.

## Wappen
Das Wappen wurde unter der Nr. 46 der Wappenrolle von Mecklenburg-Vorpommern registriert.
Blasonierung: „In Blau ein schwebender, betagleuchteter silberner Turm mit schindelgedecktem roten Spitzdach, goldenem Knauf, offenem Tor und zwei Fenstern.“

## Sehenswürdigkeiten und Kultur
Bauwerke

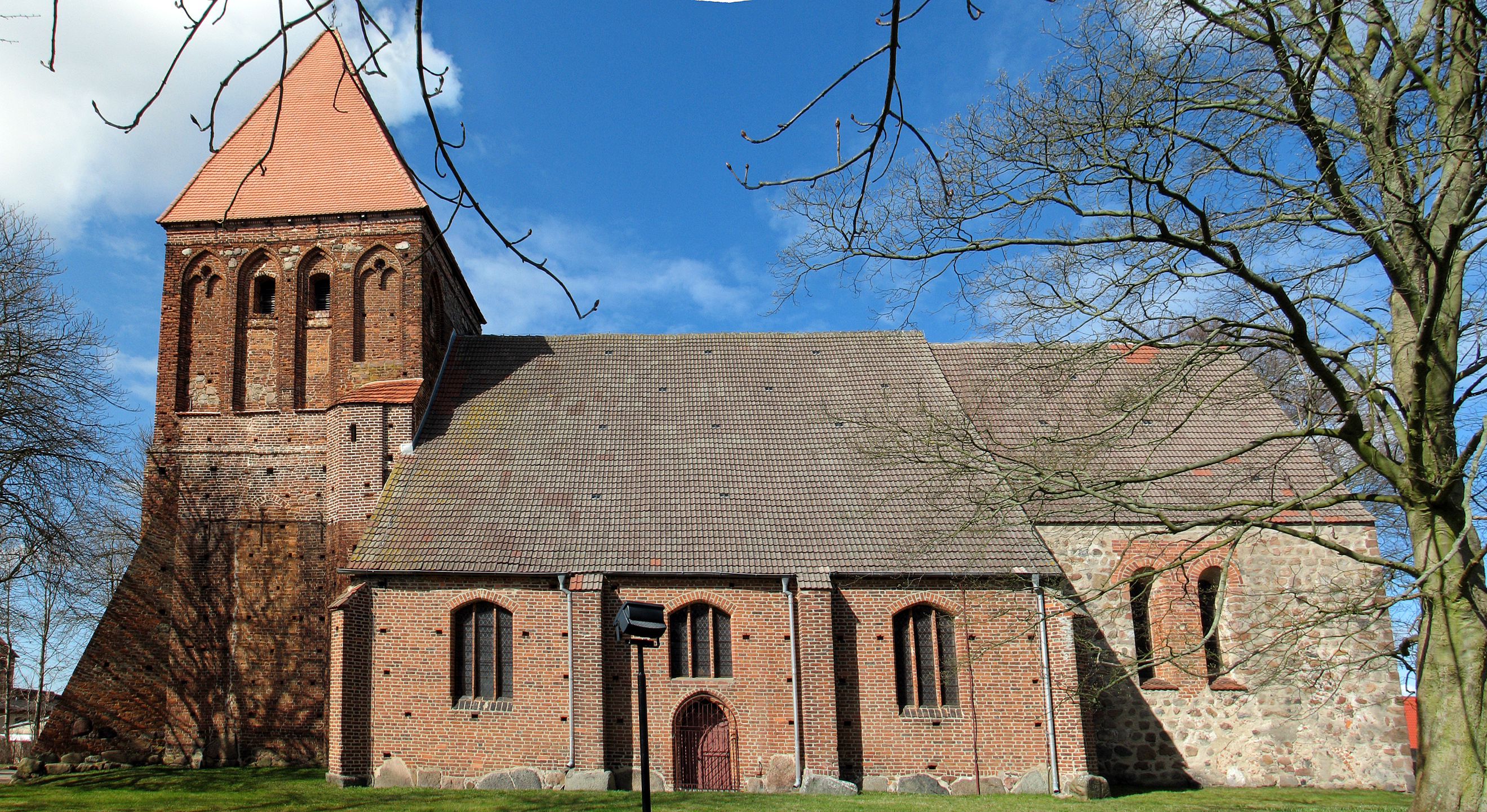
Stadtpfarrkirche St. Nikolai

- Stadtpfarrkirche St. Nikolai auf dem Clusenberg von um 1220. Die aus Feld- und Backsteinen bestehende dreischiffige Kirche mit drei Jochen vereint romanische und gotische Stilelemente mit einem gotischen Rippengewölbe
- Rathaus Richtenberg, gründerzeitlicher Bau von 1895
- Marktplatz, langgestreckte, dreieckige Fläche mit sowjetischem Ehrenmal
- Pfarrhaus Lange Straße 2 von um 1800
- Kriegerdenkmal (1866, 1870/71 und Erster Weltkrieg) auf dem Kirchhof

- Landschaftsschutzgebiet Hellberge

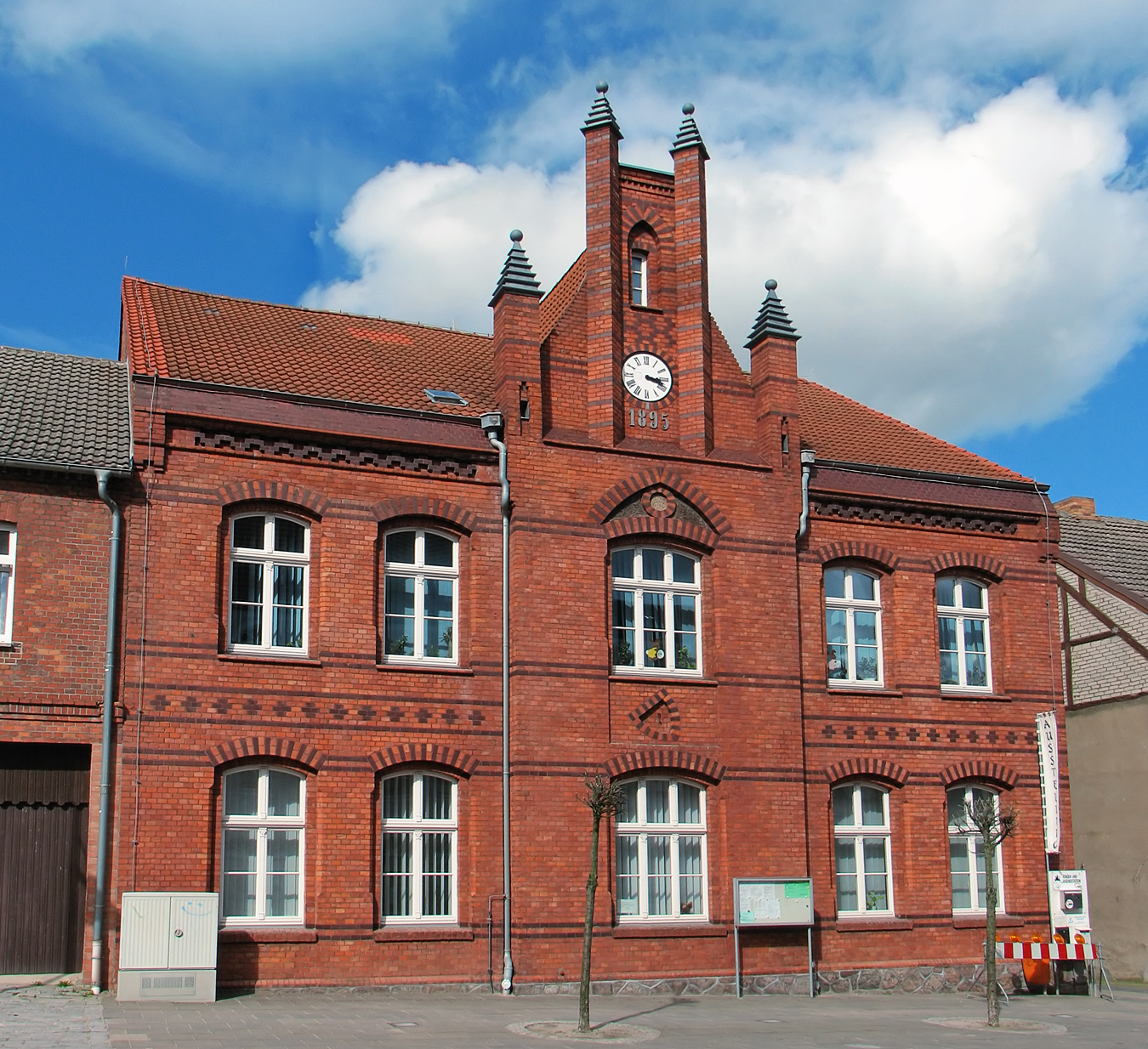
Rathaus
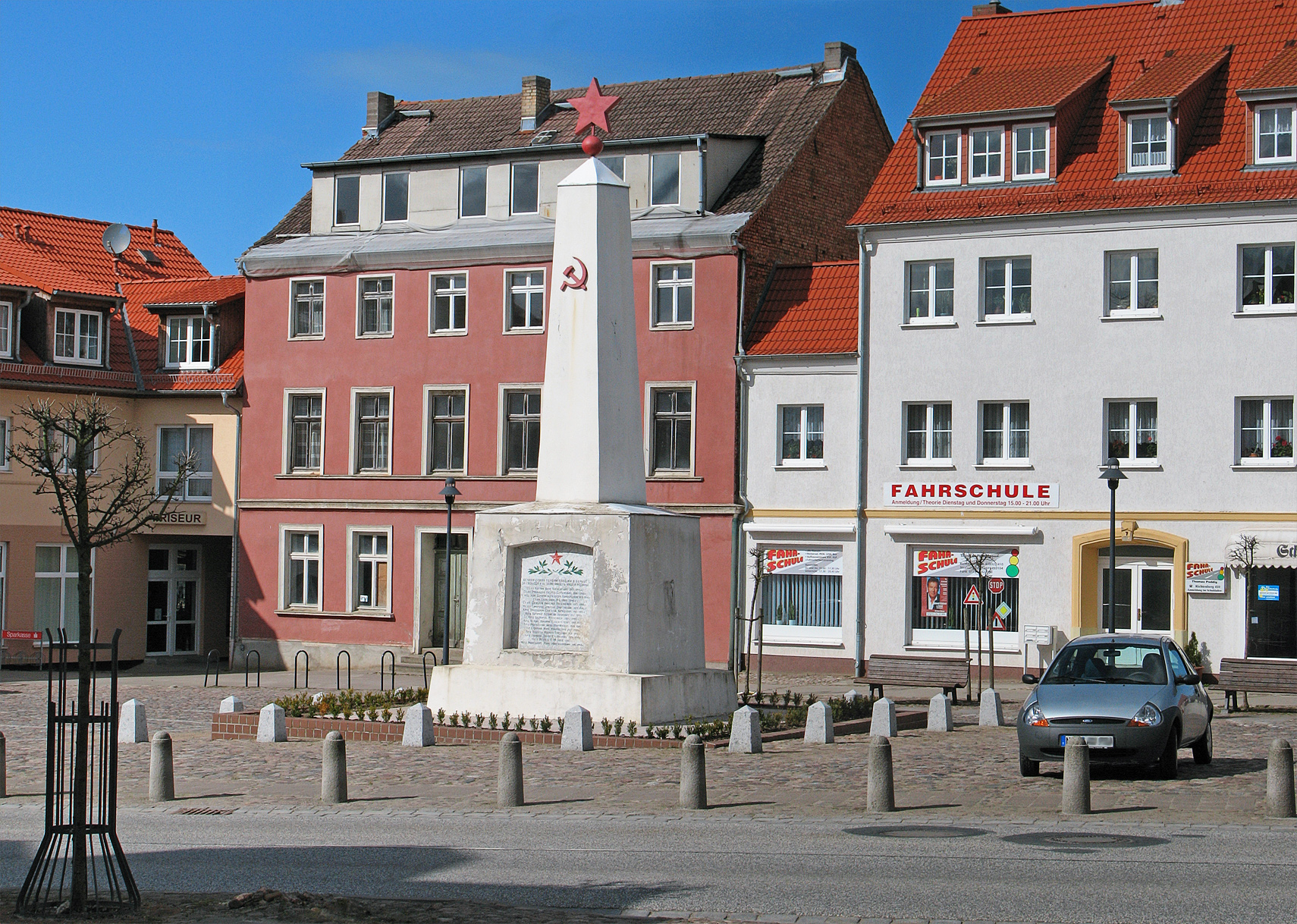
Marktplatz
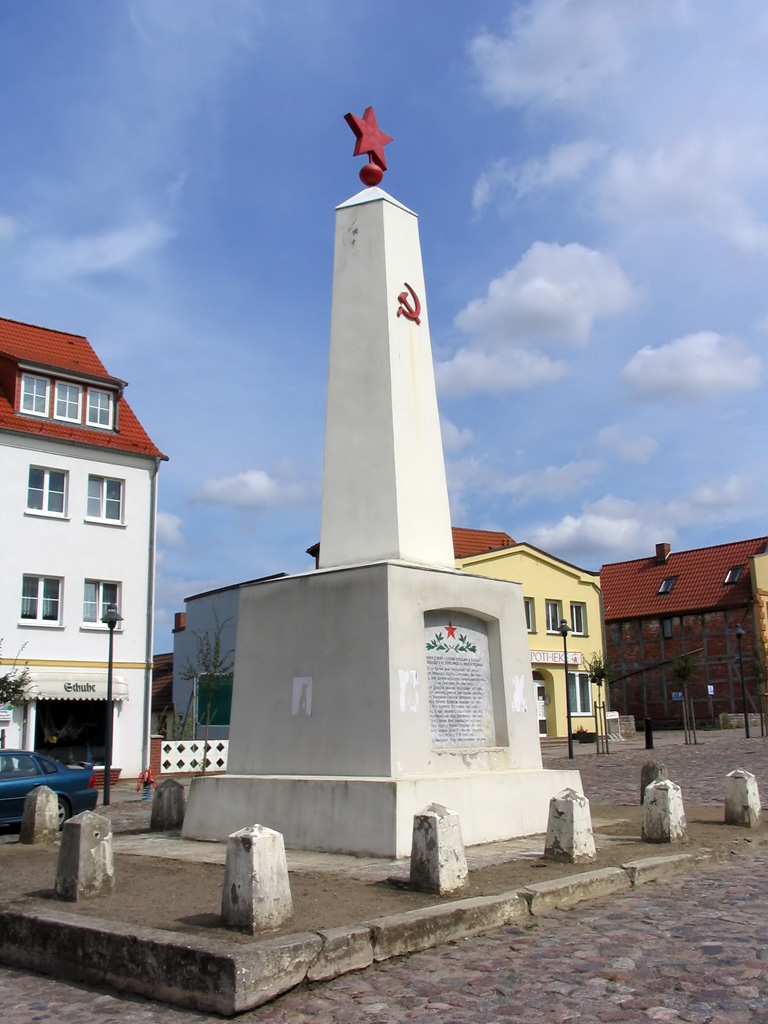
Sowjetisches Ehrenmal
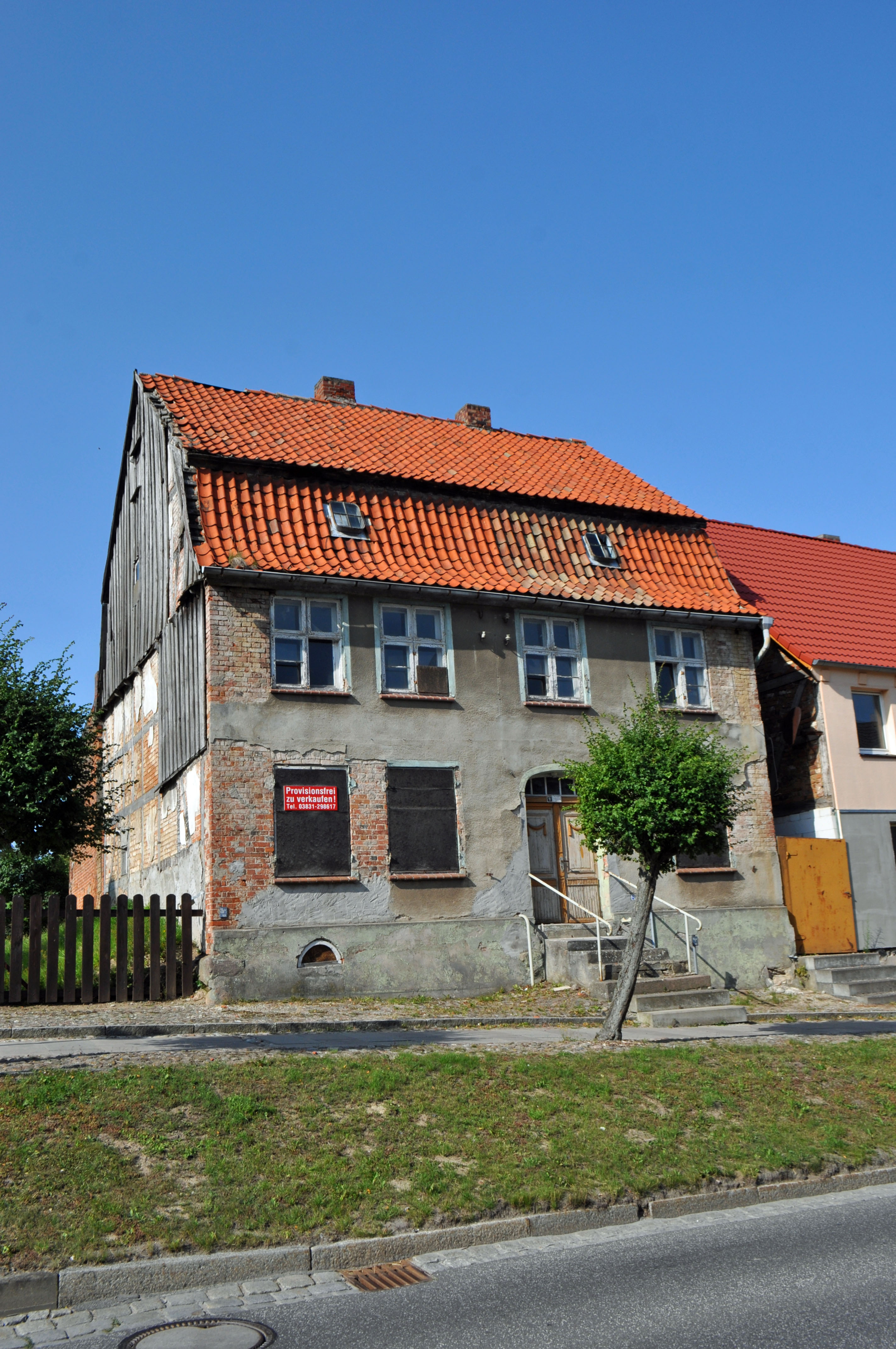
Pfarrhaus Lange Straße 2
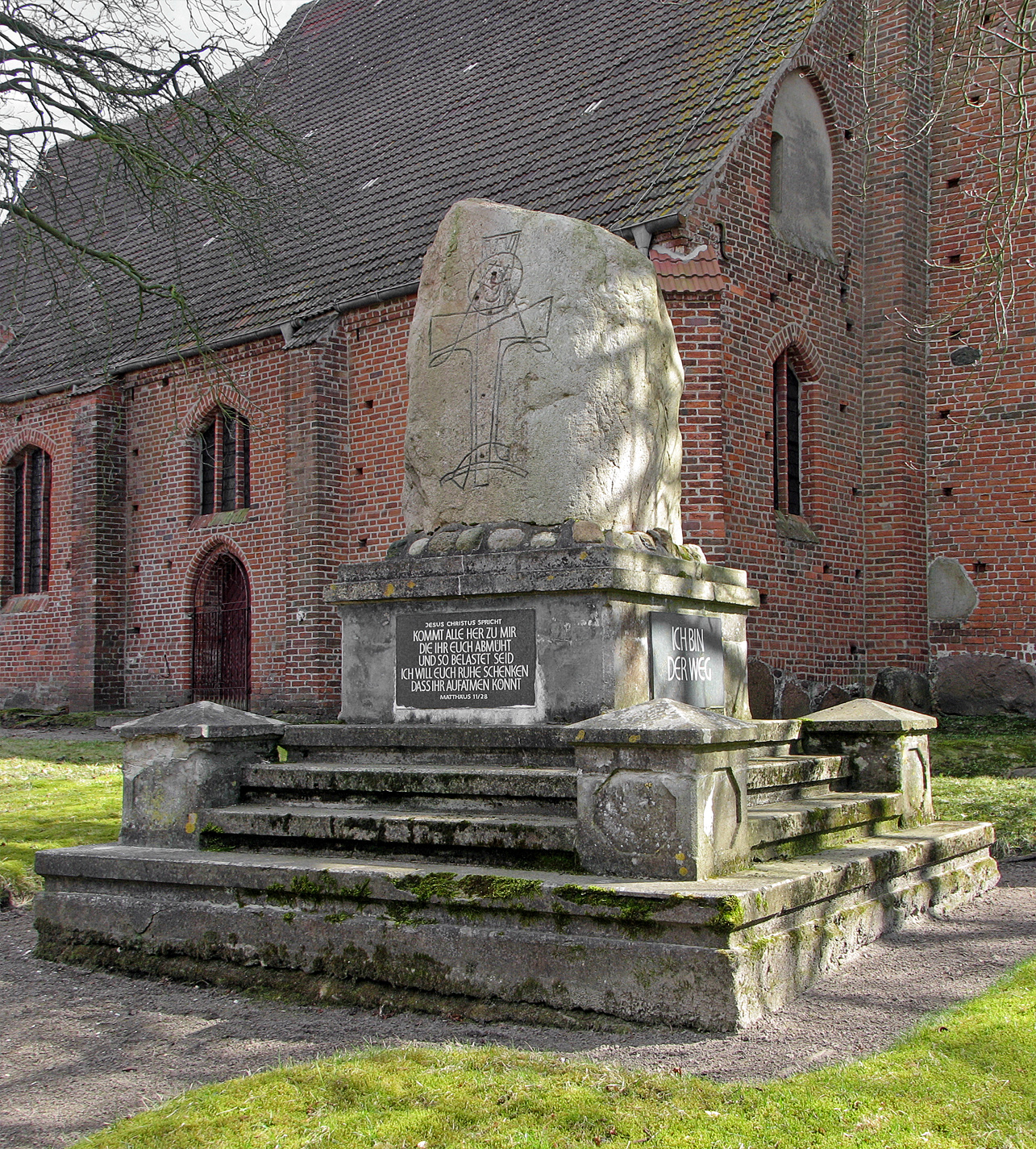
Gedenkstein an der Kirche

Kultur
- Programmkino des Landesverbandes Filmkommunikation Mecklenburg-Vorpommern.

## Wirtschaft und Infrastruktur

### Unternehmen
Richtenberg wurde während des Bestehens der DDR durch die VEB Mühlenwerke, Sonne (Spirituosenherstellung) und  Metallverarbeitung sowie einige Handwerksbetriebe geprägt. Letztere waren weitgehend auf der Volkswerft Stralsund tätig. Heute gibt es ein Gewerbegebiet mit Handwerks- und Dienstleistungsbetrieben.

### Verkehr
Richtenberg liegt an den Landesstraßen L 192 zwischen Steinhagen und Tribsees und L 212 nach Velgast. Die nächstgelegene Autobahnanschlussstelle ist Tribsees an der A 20 (Rostock–Dreieck Uckermark) in etwa 20 Kilometer Entfernung.
Die nächsten Bahnhöfe sind Wittenhagen an der Bahnstrecke Berlin–Stralsund und Velgast an der Bahnstrecke Stralsund–Rostock.

## Persönlichkeiten

### Söhne und Töchter der Stadt
- Johannes Holtfreter (1901–1992), Embryologe
- Gert Prokop (1932–1994), Schriftsteller
- Rudi Wegner (1923–1995), Konteradmiral der Volksmarine der DDR

### Mit Richtenberg verbundene Persönlichkeiten
- Heinrich Bandlow (1855–1933), Schriftsteller, Lehrer in Richtenberg
- Hellmuth Heyden (1893–1972), Pastor in Richtenberg